# Перцепційне Декартове стиснення
Перцепційне Декартове стиснення (англ. Cartesian Perceptual Compression, файли з розширенням .cpc) — пропрієтарний формат файлу зображення, запропонований фірмою Cartesian Products, Inc. Він був розроблений для високої компресії чорно-білих растрових зображень документів для архівного сканування.
Формат CPC дозволяє досягати набагато вищого ступеня стиснення даних зображень, ніж TIFF, з яким його часто порівнюють.
Файли зображень зі стисненням CPC можуть мати розширення .cpc і .cpi. Файл .cpi — це порівняно невеликий двійковий файл з сигнатурою «CPC» в заголовку файлу. Для відкриття та перегляду таких CPC-зображень (.cpi) потрібно скористатися утилітою CPC View або відповідним доповненням (CPC-плагіном) для веббраузера.